# 형조
형조(刑曹)는 고려와 조선의 행정기관이다. 육조 가운데 국가의 사법과 형벌에 관한 일을 담당하였다. 죄를 저지른 자에 대한 형벌 결정, 중죄를 저지른 자에 대한 복심, 죄수와 노예의 관리 등을 맡아보았으며, 지금의 법무부 격이다.

## 사법 기관으로써의 특징
조선 태조는 즉위교서에서 《대명률》로 공적인 사적인 범죄를 처결하겠다 천명하는데, 대명률에는 당률 오형의 형벌체계에 없던 능지처사 형이 추가되었다.
조선 시대는 사형 판결에 있어서 3번의 재판을 해야 한다는 제도가 고려 시대와 동일하게 법제화 되어 있었으나, 재심이 없는 사형 집행들 때문에 실질적인 효력은 점차 상실되어간 것으로 추정된다.
고려 시대의 사노비는 소유주의 호적에 기록되었으나, 조선 시대에는 공노비와 사노비의 기록이 형조와 장례원에 유지된다.

## 기관 명칭의 변천
고려 성종 이전에는 의형대, 형관이라는 호칭을 사용하다가 고려 성종 이후로는 형부로 개칭했고 원나라 간섭기에는 전법사, 언부로 명칭을 쓰다가 공민왕 때 형부로 환원되고 이후 다시 전법사, 이부 등의 명칭을 사용하다가 공양왕 때 비로소 형조로 개칭했다.
갑오개혁이 실시된 고종31년인 1894년에 법무아문으로 개편되었고, 이듬해에 법부로 다시 개편되었다. 일제강점기 조선총독부 시절에는 사법부가 그 기능을 이어받았고 대한민국 임시정부에서는 법무부가 그 기능을 이어받았다가 해방 후 미군정 시절에는 법무국을 거쳐서 법무부가 그 기능을 이어받았으며 대한민국 정부 수립 이후 법무부와 법원이 조선시대 형조의 기능을 이어받았다.
고대 주나라에서 대사구(大司寇)로 불렀다 하여 옛스럽게 별칭으로 부르기도 하였다. 추관(秋官)이라고도 한다.

## 청사
형조 청사는 경복궁 광화문 앞 세종대로의 서편에 있었으며, 판서, 참판, 참의의 세 당상관이 근무하던 당상대청, 정랑과 좌랑이 근무하던 낭청대청, 법령 교육을 담당한 율학청(律學廳) 등의 건물이 존재하였다.

## 관직
| 품계  | 관직                          | 정원    | 비고 |
| ----- | ----------------------------- | ------- | ---- |
| 정2품 | 판서                          | 1명     |      |
| 종2품 | 참판                          | 1명     |      |
| 정3품 | 참의                          | 1명     |      |
| 정5품 | 정랑                          | 3명     |      |
| 정6품 | 좌랑                          | 3명     |      |
| 종6품 | 율학교수(律學敎授) 별제(別提) | 1명 2명 |      |
| 종7품 | 명률(明律)                    | 1명     |      |
| 종8품 | 심률(審律)                    | 2명     |      |
| 정9품 | 율학훈도(律學訓導)            | 1명     |      |
| 종9품 | 검률(檢律)                    | 2명     |      |

### 역대 형조의 당상관들

#### 역대 형조판서

##### 형조전서

###### 태조
- 이서
- 윤방경
- 손흥종
- 김승주
- 문계종
- 이귀령
- 유관

###### 정종
- 강사덕
- 정부
- 여칭

###### 태종
- 박은
- 이황
- 신호
- 윤사수
- 민계생
- 김겸
- 진의귀
- 조용
- 이사영
- 정부
- 이사영

##### 형조판서

###### 태종
- 유양
- 이문화
- 유양
- 김희선
- 유관
- 이지
- 이행
- 임정
- 성석인
- 박은
- 이빈
- 황거정
- 이문화
- 유용생
- 함부림
- 황희
- 정진
- 유정현
- 함부림
- 임정
- 이승상
- 정진
- 여칭
- 최이
- 최용소
- 성발도
- 심온
- 윤향
- 정역
- 성발도
- 안등
- 권진
- 황희
- 윤향
- 박습
- 조말생

###### 세종
- 조말생
- 김여지
- 김점
- 허지
- 이발
- 권진
- 신상
- 정진
- 서선
- 노한
- 김자지
- 하연
- 정흠지
- 신개
- 이숙묘
- 신개
- 하연
- 정연
- 심도원
- 정연
- 김맹성
- 박안신
- 정인지
- 남지
- 김종서
- 유계문
- 안숭선
- 신인손
- 남지
- 권맹손
- 윤형
- 민신
- 이승손
- 조극관
- 조혜

###### 문종
- 조혜
- 허후
- 조극관

###### 단종
- 이계린
- 박중림
- 이변

###### 세조
- 이변
- 권준
- 박중손
- 성봉조
- 박원형
- 최항
- 박원형
- 이극배
- 이극감
- 김질
- 홍응
- 성임
- 서거정
- 강희맹

###### 예종
- 강희맹

###### 성종
- 강희맹
- 함우치
- 한치형
- 이철견
- 이계손
- 이숭원
- 정문형
- 윤계겸
- 현석규
- 윤계겸
- 손순효
- 이예
- 어세공
- 이극증
- 이승소
- 어세공
- 이덕량
- 어세겸
- 성준
- 이극균
- 한치형
- 김작
- 이봉
- 이숙기
- 정문형
- 김종직
- 정괄
- 이숭원
- 성건
- 노공필
- 이계동
- 이봉
- 김여석
- 윤효손
- 박숭질
- 성건

###### 연산군
- 성건
- 박숭질
- 유순
- 박건
- 신준
- 노공필
- 강귀손
- 유순
- 김응기
- 윤효손
- 노공필
- 박안성
- 김수동
- 송질
- 이손
- 신수영

###### 중종
- 성희안
- 이집
- 강혼
- 정광세
- 윤금손
- 이점
- 장순손
- 권균
- 장순손
- 윤순
- 김응기
- 김전
- 권균
- 고형산
- 강혼
- 이자건
- 안윤덕
- 박열
- 홍숙
- 윤순
- 강혼
- 안당
- 이계맹
- 이자건
- 임유겸
- 이장곤
- 송천희
- 한형윤
- 윤금손
- 이유청
- 심정
- 조원기
- 최숙생
- 이유청
- 이자
- 김정
- 홍숙
- 김극핍
- 이항
- 김극핍
- 조계상
- 심정
- 김당
- 신상
- 한형윤
- 신상
- 박호
- 홍언필
- 박호
- 채소권
- 조원기
- 최세절
- 홍언필
- 윤인경
- 심언경
- 김인손
- 소세양
- 채소권
- 유관
- 김인손
- 정백붕
- 유관
- 권예
- 김인손
- 오결
- 오준
- 정백붕
- 성세창
- 이기
- 윤세호
- 유관
- 상진
- 정옥형
- 반석평
- 이기
- 유인숙
- 이기
- 정순붕
- 성세창
- 이언적
- 황헌
- 신광한
- 소세양
- 허자
- 상진
- 민제인
- 상진
- 남효의

###### 인종
- 남효의
- 정순붕
- 강현
- 이기
- 윤임

###### 명종
- 윤임
- 정옥형
- 정사룡
- 박수량
- 김인손
- 정세호
- 이미
- 이준경
- 이명규
- 조사수
- 이명
- 심광언
- 김명윤
- 권철
- 이명
- 조광원
- 심광언
- 권철
- 윤춘년
- 심광언
- 조광원
- 원계검
- 안위
- 이윤경
- 조언수
- 오겸
- 권철
- 이몽량
- 김개
- 원혼
- 윤춘년
- 박영준
- 박충원
- 민기
- 송기수
- 김개
- 성세장
- 민기
- 김개

###### 선조
- 김개
- 정종영
- 오상
- 홍담
- 유잠
- 원혼
- 박충원
- 송기수
- 강사상
- 박영준
- 심수경
- 이후백
- 강사상
- 박대립
- 이산해
- 이양원
- 윤의중
- 강섬
- 이우직
- 김우옹
- 윤탁연
- 김명원
- 유성룡
- 김명원
- 이우직
- 윤근수
- 윤탁연
- 이축
- 김수
- 이증
- 이헌국
- 이덕형
- 심희수
- 권율
- 신점
- 이헌국
- 신점
- 이헌국
- 신잡
- 심희수
- 김명원
- 장운익
- 홍여순
- 이기
- 이헌국
- 김명원
- 이헌국
- 한응인
- 정창연
- 이호민
- 임국로
- 민몽룡
- 이노
- 한효순
- 유영경
- 황진
- 김수
- 송언신
- 윤승길
- 홍여순
- 신잡
- 홍여순
- 홍가신
- 박홍구
- 최천건
- 노직
- 홍여순

###### 광해군
- 홍여순
- 윤방
- 이상의
- 민몽룡
- 조정
- 박승종
- 김상용
- 오억령
- 이시언
- 오억령
- 민몽룡
- 박건
- 박진원
- 노직
- 송순
- 이정구
- 정사호
- 박건
- 이경전
- 민형남
- 허균
- 이충
- 이지완
- 이경전
- 허균
- 조정
- 유공량
- 심열
- 장만
- 최관
- 이경전
- 한찬남

###### 인조
- 서성
- 이시발
- 서성
- 오윤겸
- 신경진
- 정경세
- 심열
- 이광정
- 이서
- 박동선
- 이덕형
- 이수일
- 이홍주
- 김상헌
- 권반
- 심집
- 장유
- 구굉
- 김상헌
- 신경진
- 박정현
- 김시양
- 심집
- 한여직
- 홍보
- 구굉
- 이현영
- 심집
- 한인급
- 신경진
- 이성구
- 이덕형
- 심집
- 이현영
- 윤의립
- 홍보
- 이경전
- 강석기
- 이명
- 홍보
- 윤휘
- 민형남
- 홍보
- 민형남
- 이경여
- 남이웅
- 민형남
- 허휘
- 이경전
- 구인후
- 원두표
- 민형남
- 서경우
- 이식
- 서경우
- 이시백
- 남이웅
- 김육
- 정세규
- 민성휘
- 오준
- 민성휘
- 이명
- 민성휘
- 심액
- 조경
- 정세규
- 정태화
- 이시방
- 조경
- 이시방
- 조경
- 이해

###### 효종
- 이시방
- 김광욱
- 임담
- 윤이지
- 이시방
- 오준
- 윤이지
- 이후원
- 이시방
- 이해
- 윤이지
- 원두표
- 이해
- 원두표
- 심지원
- 남선
- 정세규
- 윤이지
- 정유성
- 이후원
- 홍무적
- 심지원
- 홍무적
- 오준
- 남선
- 신준
- 정세규
- 윤강
- 정유성
- 이시방
- 윤강
- 홍명하
- 김익희
- 허적
- 윤강
- 이완
- 이시방
- 정치화
- 이시방
- 윤강
- 이시방
- 이완
- 김남중
- 채유후
- 허적
- 이완
- 이시방

###### 현종
- 이완
- 홍중보
- 조형
- 이완
- 정치화
- 김남중
- 조형
- 김남중
- 조형
- 여이재
- 조계원
- 윤강
- 허적
- 김수항
- 여이재
- 이완
- 오정일
- 정지화
- 박장원
- 김좌명
- 오정일
- 정지화
- 김좌명
- 김수항
- 박장원
- 이경억
- 정지화
- 이경억
- 박장원
- 이경억
- 정지화
- 오정일
- 정지화
- 서필원
- 조복양
- 이경억
- 정지화
- 서필원
- 정지화
- 이경억
- 정지화
- 민정중
- 이완
- 정지화
- 서필원
- 유혁연
- 민희
- 이정영
- 민유중
- 남용익
- 오정위
- 민유중
- 남용익
- 민유중
- 권대운
- 이은상

###### 숙종
- 오정위
- 오시수
- 민점
- 목내선
- 이정영
- 목내선
- 정익
- 이지익
- 이정영
- 이원정
- 이지익
- 남용익
- 남구만
- 이관징
- 윤휴
- 정익
- 김덕원
- 박신규
- 남용익
- 이단하
- 이숙
- 박신규
- 이정영
- 박신규
- 남용익
- 김덕원
- 이익
- 김덕원
- 이익
- 목내선
- 김덕원
- 윤개
- 박신규
- 남용익
- 이숙
- 이민서
- 여성제
- 박신규
- 이사명
- 여성제
- 이사명
- 박신규
- 남용익
- 김우석
- 박신규
- 서문중
- 신여철
- 오두인
- 이우정
- 윤이제
- 정유악
- 윤이제
- 유명현
- 정유악
- 윤이제
- 이의징
- 목창명
- 윤이제
- 유하익
- 권유
- 이의징
- 민취도
- 윤지선
- 박태상
- 이규령
- 이수언
- 서문중
- 정재희
- 임상원
- 신여철
- 민진장
- 박태상
- 김진구
- 이세화
- 이언강
- 민진장
- 이언강
- 최규서
- 이언강
- 이유
- 권시경
- 정재희
- 김진구
- 김구
- 최규서
- 강현
- 이언강
- 김진구
- 이현석
- 홍수헌
- 엄집
- 정재희
- 엄집
- 최규서
- 이언강
- 김진구
- 조상우
- 최규서
- 민진후
- 조상우
- 이익수
- 유득일
- 김진구
- 서종태
- 강현
- 이인엽
- 김창집
- 강현
- 조상우
- 김창협
- 서문유
- 최규서
- 이익수
- 김우항
- 조상우
- 강현
- 유득일
- 김우항
- 유득일
- 민진후
- 황흠
- 민진후
- 강현
- 윤세기
- 최석항
- 이인엽
- 민진후
- 유득일
- 이돈
- 최규서
- 김석연
- 최석항
- 유득일
- 최석항
- 최규서
- 유득일
- 이언강
- 최석항
- 황흠
- 윤덕준
- 김석연
- 윤덕준
- 이언강
- 황흠
- 김진규
- 박권
- 최석항
- 이건명
- 윤덕준
- 이언강
- 윤덕준
- 송상기
- 이건명
- 유명웅
- 민진후
- 권상유
- 윤덕준
- 이선부
- 이만성
- 유명웅
- 민진원
- 조태구
- 민진원
- 홍만조
- 조태구
- 민진원
- 조도빈
- 이건명
- 민진원
- 유집일
- 유명웅
- 이관명
- 권성
- 권상유
- 조태구
- 유집일

###### 경종
- 유집일
- 조도빈
- 이만성
- 이홍술
- 유집일
- 이관명
- 조도빈
- 이만성
- 이의현
- 조도빈
- 홍치중
- 이조
- 이광좌
- 김석연
- 이태좌
- 박태항
- 조태억
- 심단
- 김연
- 오명준
- 김연
- 조태억
- 김일경
- 오명준

###### 영조
- 이의현
- 권성
- 김흥경
- 홍치중
- 권업
- 유명홍
- 윤헌주
- 이병상
- 윤헌주
- 박태항
- 김시환
- 김동필
- 서명균
- 박사익
- 서명균
- 권업
- 심택현
- 김시환
- 심택현
- 신사철
- 서명균
- 심택현
- 김흥경
- 이진망
- 김취로
- 이진망
- 박사익
- 윤유
- 이정제
- 김동필
- 이병상
- 정형익
- 윤순
- 조상경
- 윤순
- 김동필
- 조상경
- 이정제
- 조상경
- 윤양래
- 장붕익
- 윤양래
- 김재로
- 조현명
- 김재로
- 윤양래
- 윤유
- 송진명
- 이유
- 윤순
- 송진명
- 조현명
- 윤순
- 윤혜교
- 조상경
- 윤순
- 송진명
- 윤순
- 조정만
- 송진명
- 김시형
- 조상경
- 윤양래
- 김성응
- 김시형
- 박사수
- 김시형
- 윤양래
- 조현명
- 박사수
- 김시형
- 김성응
- 조상경
- 조현명
- 이덕수
- 이기진
- 박문수
- 김시형
- 정석오
- 김시형
- 윤양래
- 김성응
- 서종옥
- 이기진
- 박문수
- 윤양래
- 민응수
- 서종옥
- 이기진
- 정우량
- 박문수
- 민응수
- 이종성
- 서종급
- 이주진
- 서종옥
- 송성명
- 이종성
- 이춘제
- 유엄
- 이주진
- 조석명
- 민응수
- 이종성
- 조관빈
- 권적
- 김약로
- 유엄
- 신만
- 서명빈
- 김상로
- 서종급
- 유엄
- 정우량
- 홍상한
- 신만
- 구성임
- 유엄
- 이춘제
- 서종급
- 원경하
- 유엄
- 서명빈
- 원경하
- 조재호
- 유엄
- 조관빈
- 이익정
- 조재호
- 이익정
- 김상로
- 홍상한
- 유엄
- 정익하
- 서명빈
- 이창의
- 윤급
- 조영국
- 조재호
- 이춘제
- 정익하
- 윤급
- 이철보
- 유복명
- 이정보
- 정형복
- 김상성
- 홍계희
- 조명리
- 서명빈
- 이후
- 정익하
- 정형복
- 김성응
- 정형복
- 이종백
- 오언유
- 홍상한
- 신회
- 이후
- 윤급
- 김상익
- 한익모
- 홍상한
- 남태제
- 이지억
- 조운규
- 신회
- 김양택
- 구선행
- 조명정
- 황인검
- 이창수
- 남태제
- 김상철
- 조운규
- 원경순
- 조운규
- 한익모
- 김상철
- 심수
- 황인검
- 김치인
- 황인검
- 이창수
- 정홍순
- 남유용
- 정홍순
- 조명정
- 이사관
- 심수
- 윤급
- 남태제
- 조명정
- 조돈
- 홍상한
- 남태회
- 남태제
- 홍중효
- 홍낙성
- 한광회
- 조운규
- 이창수
- 조돈
- 조운규
- 한광회
- 홍낙성
- 홍중효
- 이사관
- 황경원
- 홍낙성
- 남태회
- 신회
- 한광회
- 이장오
- 안윤행
- 이사관
- 남태회
- 홍중효
- 이창수
- 이은
- 서명신
- 서명응
- 박상덕
- 원인손
- 구선복
- 이최중
- 서명응
- 심수
- 이유수
- 원인손
- 심수
- 정존겸
- 홍낙성
- 이복원
- 이담
- 정존겸

###### 정조
- 채제공
- 이계
- 홍낙성
- 이복원
- 구윤옥
- 이휘지
- 윤동섬
- 구선복
- 장지항
- 정광한
- 장지항
- 채제공
- 정홍순
- 정광한
- 홍낙명
- 구선복
- 정호인
- 윤동섬
- 이휘지
- 조준
- 정상순
- 채제공
- 구선복
- 윤동섬
- 유언호
- 구선복
- 윤동섬
- 구윤명
- 구선복
- 이성원
- 이복원
- 서호수
- 유언호
- 이성원
- 이연상
- 이성원
- 김노진
- 이명식
- 서유린
- 정민시
- 서유린
- 정창성
- 이성원
- 서유린
- 정민시
- 이성원
- 조준
- 정창성
- 정호인
- 유언호
- 구선복
- 엄숙
- 서유린
- 이재협
- 정호인
- 김화진
- 정민시
- 정일상
- 서호수
- 엄숙
- 이재간
- 서호수
- 이주국
- 이재협
- 김노진
- 이재간
- 윤숙
- 정창순
- 이재간
- 이명식
- 조시준
- 정호인
- 김노진
- 조시준
- 정창성
- 김화진
- 김노진
- 서호수
- 홍양호
- 이명식
- 이재간
- 서호수
- 이명식
- 김노진
- 한광회
- 구선복
- 이재간
- 김이소
- 조시준
- 이명식
- 이재간
- 김노진
- 김이소
- 유언호
- 김노진
- 이갑
- 김상집
- 홍양호
- 정창성
- 서호수
- 김이소
- 이명식
- 정창성
- 정호인
- 정창성
- 이숭호
- 김종정
- 이재간
- 이병모
- 서유녕
- 김종수
- 이문원
- 김상집
- 이병모
- 윤시동
- 심이지
- 서유린
- 정민시
- 김문순
- 심이지
- 오재순
- 정민시
- 김사목
- 정호인
- 정민시
- 김사목
- 김이주
- 서호수
- 김문순
- 정창순
- 김이주
- 홍양호
- 김희
- 조정진
- 홍억
- 조정진
- 정존중
- 권엄
- 서호수
- 이갑
- 이병모
- 김상집
- 구상
- 이치중
- 이갑
- 구익
- 홍수보
- 김문순
- 홍억
- 김이소
- 이민보
- 김사목
- 서유방
- 김사목
- 홍억
- 김사목
- 서유린
- 심이지
- 이문원
- 박우원
- 홍수보
- 이문원
- 이경무
- 이득신
- 윤사국
- 조종현
- 이득신
- 이문원
- 이득신
- 이치중
- 서정수
- 한광계
- 신사운
- 이득신
- 이재학
- 이득신
- 한광계
- 김재찬
- 이득신
- 이재학
- 정범조
- 이재학
- 심환지
- 홍억
- 이득신
- 이경무
- 이재학
- 서유린
- 윤사국
- 이경무
- 구익
- 서유방
- 이조원
- 이재학
- 구상
- 윤사국
- 이조원
- 심환지
- 이득신
- 이재학
- 이득신
- 이조원
- 조상진
- 권엄
- 조심태
- 조상진
- 권엄
- 조진관
- 조상진
- 조진관
- 박종갑
- 조상진
- 박종갑
- 조상진
- 구익
- 서매수
- 조상진
- 김익휴
- 김사목
- 이병정
- 이치중
- 홍명호
- 조상진
- 윤사국
- 권엄
- 이조원
- 이득신
- 이의필
- 이조승
- 조상진
- 이조원
- 이득신
- 한용귀

###### 순조
- 이서구
- 이정운
- 박준원
- 조상진
- 조진관
- 조상진
- 김조순
- 이의필
- 김재찬
- 조진관
- 이경일
- 조진관
- 김관주
- 이만수
- 조윤대
- 이집두
- 이경일
- 황승원
- 조윤대
- 황승원
- 조윤대
- 조상진
- 조윤대
- 황승원
- 민태혁
- 한만유
- 채홍리
- 김사목
- 이서구
- 이의필
- 김달순
- 서정수
- 조진관
- 홍의모
- 조상진
- 김면주
- 이면긍
- 홍명호
- 채홍리
- 서영보
- 황승원
- 조윤대
- 김희순
- 박종래
- 한용탁
- 오재소
- 이시원
- 서용보
- 한용탁
- 김희순
- 조득영
- 한용탁
- 김희순
- 이면긍
- 한용탁
- 이만수
- 오재소
- 한만유
- 한용탁
- 김이도
- 김계락
- 박윤수
- 조득영
- 심상규
- 이집두
- 심상규
- 조득영
- 김계락
- 신대현
- 김희순
- 조윤대
- 박윤수
- 김계락
- 김재창
- 김이도
- 김재창
- 김이익
- 이면긍
- 송영
- 김계락
- 이조원
- 이상황
- 박종래
- 이상황
- 이집두
- 이익운
- 서영보
- 이득제
- 이익운
- 김효건
- 임한호
- 조덕윤
- 김재창
- 홍의호
- 이요헌
- 임한호
- 김시근
- 유한모
- 박종래
- 이보천
- 유한모
- 김희순
- 한치응
- 정상우
- 정만석
- 민명혁
- 정만석
- 이존수
- 정만석
- 조홍진
- 조덕윤
- 김재창
- 김희순
- 홍희신
- 이노익
- 이서구
- 홍희신
- 이조원
- 이희갑
- 김이교
- 이조원
- 조득영
- 홍희신
- 한치응
- 임한호
- 이존수
- 홍희신
- 이존수
- 정상우
- 이조원
- 조만원
- 남이익
- 김노응
- 김이양
- 남이익
- 한치응
- 이희갑
- 김노경
- 이헌기
- 조만원
- 김노경
- 이호민
- 정만석
- 남이익
- 임희존
- 김노응
- 한치응
- 이조원
- 정만석
- 이호민
- 조봉진
- 조정철
- 김상휴
- 박종훈
- 조정철
- 홍희신
- 이조원
- 김노경
- 임희존
- 김노경
- 박종훈
- 이석규
- 송면재
- 남이익
- 김이재
- 송면재
- 이면승
- 김이재
- 송면재
- 남이익
- 김재창
- 조정철
- 이해우
- 송면재
- 이용수
- 이면승
- 홍석주
- 정만석
- 이면승
- 홍기섭
- 박주수
- 이희갑
- 김교근
- 이면승
- 정만석
- 이면승
- 조만영
- 홍석주
- 홍희준
- 이면승
- 홍기섭
- 조정철
- 이지연
- 정만석
- 김재창
- 정만석
- 이면승
- 홍석주
- 김선
- 홍기섭
- 김선
- 정만석
- 김교근
- 이지연
- 김이재
- 정만석
- 서능보
- 박기수
- 이광문
- 이지연
- 홍석주
- 이광문
- 김기은
- 김이재
- 이지연
- 정원용
- 이익회
- 박종훈
- 이광문
- 유상조
- 이익회
- 서유구
- 서경보
- 정원용
- 이면승
- 박종훈
- 김학순
- 조봉진
- 유상량
- 유하원
- 김난순
- 조봉진
- 홍명주
- 서준보

###### 헌종
- 권돈인
- 서경보
- 박회수
- 김희화
- 김기은
- 권돈인
- 김난순
- 송치규
- 서희순
- 김난순
- 이지연
- 박회수
- 조봉진
- 이광문
- 이헌위
- 김이재
- 조병현
- 김난순
- 이희준
- 김도희
- 박기수
- 김도희
- 조병현
- 박기수
- 홍경모
- 박회수
- 박기수
- 이헌위
- 이가우
- 홍경모
- 김기은
- 이헌위
- 송면재
- 권돈인
- 박영원
- 서준보
- 이가우
- 이광정
- 이약우
- 이광정
- 박영원
- 이희준
- 서희순
- 이헌구
- 홍경모
- 박회수
- 박영원
- 김흥근
- 홍경모
- 이목연
- 김난순
- 김흥근
- 이목연
- 김흥근
- 김난순
- 이약우
- 이규현
- 김동건
- 김난순
- 김동건
- 조병구
- 김흥근
- 김난순
- 이가우
- 안광직
- 조용화
- 김영
- 이약우
- 홍재철
- 서기순
- 김난순
- 조학년
- 조두순
- 정조영
- 이지연
- 임성고
- 이노병
- 조기영
- 서희순
- 서기순
- 김영순
- 성수묵
- 이헌구
- 홍재철
- 서기순
- 이돈영
- 홍학연
- 이약우
- 김기만
- 이돈영
- 강시영
- 이정신
- 이희발
- 이경재
- 이가우
- 윤치수

###### 철종
- 홍종응
- 이경재
- 김경선
- 서좌보
- 이돈영
- 김보근
- 홍기섭
- 김보근
- 조병준
- 이목연
- 이학수
- 홍기섭
- 이경재
- 김좌근
- 이목연
- 서영순
- 윤치정
- 김정집
- 김난순
- 권대긍
- 홍종영
- 이규팽
- 홍직필
- 이기연
- 한진정
- 서기순
- 서영순
- 김학성
- 김수근
- 윤정현
- 서헌순
- 이시원
- 홍기섭
- 서좌보
- 서대순
- 윤치정
- 김위
- 조득림
- 이효순
- 박제헌
- 정기세
- 이약우
- 김학성
- 서대순
- 유상필
- 조병기
- 정희조
- 서유훈
- 홍종영
- 김위
- 김병교
- 김학성
- 남병철
- 이돈영
- 김영근
- 홍우순
- 이근우
- 임백경
- 이종우
- 이공익
- 이경재
- 윤치수
- 오취선
- 서헌순
- 이시원
- 서헌순
- 유장환
- 김병교
- 신석우
- 이유원
- 홍종응
- 한정교
- 김병학
- 임백경
- 김응근
- 조연창
- 조기영
- 유장환
- 조기영
- 이현서
- 정기세
- 이현세
- 서헌순
- 남병철
- 이유원
- 김기만
- 박제헌
- 심의면
- 김병운
- 이돈영
- 남병철
- 이시원
- 서헌순
- 조휘림
- 이돈영
- 심의면
- 이원명
- 윤치수
- 이경재
- 서대순
- 심경택
- 조득림
- 서유훈
- 이유원
- 심의면
- 홍열모
- 김병주
- 남병길
- 홍우길
- 이경재
- 김병주
- 송근수
- 김병주
- 조석우
- 임백수
- 정기세
- 이규철
- 홍우길
- 이경순
- 신석희
- 조연창
- 신관호
- 홍종응
- 홍재철
- 홍종서
- 신석희
- 김응균
- 유장환
- 홍재철
- 심의면

###### 고종
- 조헌영
- 송응룡
- 신관호
- 임태영
- 김병교
- 신석희
- 김대근
- 허계
- 조석우
- 이규철
- 박제소
- 윤교성
- 이흥민
- 홍종서
- 서원순
- 한계원
- 이근우
- 윤정구
- 이재원
- 서대순
- 김병주
- 이명적
- 송정화
- 조귀화
- 김익문
- 이풍익
- 이경하
- 윤교성
- 조득림
- 이주철
- 임태영
- 서형순
- 신명순
- 최우형
- 조계승
- 이용희
- 서형순
- 이현직
- 박영보
- 유진오
- 신헌
- 김유연
- 이장렴
- 김건
- 이장렴
- 이재봉
- 이유응
- 심승택
- 이원희
- 엄석정
- 이재봉
- 이원명
- 박영보
- 박규수
- 오취선
- 이참현
- 김재현
- 이현직
- 조기응
- 조성교
- 이현직
- 이유응
- 김병주
- 정기세
- 이원명
- 민치상
- 이용상
- 이삼현
- 임상준
- 서형순
- 정기원
- 이풍익
- 유치승
- 민승호
- 김병주
- 박규수
- 유치승
- 이건필
- 김수현
- 김병주
- 정천화
- 박효정
- 홍원섭
- 윤육
- 이근필
- 홍종운
- 신응조
- 민영위
- 박규수
- 강난형
- 서상정
- 허전
- 이경하
- 서당보
- 허전
- 조병창
- 이우
- 박제인
- 강난형
- 김병교
- 조병휘
- 이경우
- 김재현
- 이호준
- 김보현
- 이병문
- 서상정
- 양헌수
- 김수현
- 서형순
- 이호준
- 김병덕
- 신응조
- 이우
- 김병지
- 남정순
- 김병시
- 이주철
- 정기세
- 정건조
- 이풍익
- 이원명
- 김시연
- 정기원
- 조석여
- 이승수
- 심순택
- 이원명
- 정건조
- 서승보
- 김원식
- 정건조
- 한돈원
- 김기석
- 채동건
- 심순택
- 윤자승
- 이인설
- 민겸호
- 조석여
- 정건조
- 김유연
- 이원명
- 임상준
- 이재면
- 정기회
- 심순택
- 한돈원
- 정기회
- 이병문
- 이인명
- 이호준
- 조석여
- 송근수
- 김병덕
- 홍재현
- 민태호
- 조경호
- 김양근
- 홍우창
- 김병덕
- 정건조
- 윤자승
- 남정순
- 서당보
- 민치상
- 신정희
- 임상준
- 이명응
- 이인응
- 김영수
- 이인응
- 김수현
- 민영목
- 성이호
- 김수현
- 홍종헌
- 홍종운
- 윤자승
- 홍종헌
- 민종묵
- 김익용
- 이인응
- 조석여
- 서형순
- 홍철주
- 윤웅렬
- 심이택
- 이인응
- 이세재
- 민종묵
- 이재완
- 김만식
- 홍종헌
- 이인응
- 조병호
- 정해륜
- 홍철주
- 이순익
- 홍철주
- 민영상
- 민응식
- 오준영
- 윤자덕
- 홍철주
- 이종건
- 이응신
- 홍철주
- 이원명
- 이인명
- 이인응
- 이승오
- 홍종헌
- 조병식
- 윤영신
- 홍철주
- 이재완
- 홍철주
- 민영환
- 박제관
- 한규설
- 김영철
- 정낙용
- 민영규
- 한규설
- 이종승
- 한규설
- 민종묵
- 이종건
- 김수현
- 서상우
- 한장석
- 홍철주
- 한규설
- 민영익
- 홍철주
- 한규설
- 민영소
- 한규설
- 윤우선
- 김성근
- 김익용
- 장석룡
- 이호준
- 정태호
- 이종건
- 민응식
- 이규영
- 홍철주
- 조강하
- 민영준
- 박홍수
- 조경하
- 심이택
- 이명응
- 민응식
- 김구현
- 김영철
- 박흥수
- 정해륜
- 이돈하
- 홍철주
- 윤우선
- 이종건
- 김구현
- 이승오
- 남정철
- 민영우
- 홍순형
- 서정순
- 김수현
- 이유승
- 이승오
- 김구현
- 김문현
- 이돈하
- 김수현
- 김석진
- 이재완
- 이승오
- 홍철주
- 이호익
- 김규호
- 김영수
- 정기회
- 조강하
- 이돈하
- 김문현
- 조경하
- 박정양
- 이인응
- 이유승
- 남정철
- 이돈하
- 윤우선
- 김구현
- 신헌구
- 조병직
- 김만식
- 이재순
- 김성근
- 이호익
- 김만식
- 조동면
- 김병익
- 이희로
- 이건하
- 김영철
- 조병직
- 이건하
- 이승순
- 민영환
- 이건하
- 남정철
- 김수현
- 윤용선
- 심상훈
- 송병서
- 김학진
- 김세기
- 이헌영
- 박선수
- 이정로
- 이재순
- 이유승
- 민영환
- 이순익
- 이봉의
- 조희연
- 이윤용
- 안경수

## 속아문
형조의 속아문(屬衙門, 하급 관청)은 아래와 같다.
- 장례원(掌隷院)
- 전옥서(典獄署)

## 같이 보기
- 오가작통법
- 세종#적극적인 사형집행 옹호
- 형부